# Движение против жёсткой экономии в Испании
«Движение против жесткой экономии в Испании», также известное как «движение 15 М» (исп. Movimiento 15-M) и «Indignados Movement», являлось частью общеевропейского «Движения против жесткой экономии» и локальной серией протестов против политики жесткой экономии в Испании, которое началось в связи с местными и региональными выборами 2011 и 2012 годов. Впервые начавшись 15 мая 2011 года, многие из последующих демонстраций распространились через различные социальные сети, такие как Real Democracy NOW (исп.: Democracia Real YA) и Youth Without a Future (исп.: Juventud Sin Futuro).
Испанские СМИ связывали это движение с испанским финансовым кризисом 2008—2014 годов, сравнивали с арабской весной и демонстрациями в Северной Африке, Иране, Греции, Португалии и Исландии. Это движение также связывают с политическим манифестом Стефана Эсселя «Возмущайтесь!». Протестующие протестовали против высокого уровня безработицы, сокращения социального обеспечения, политиков и двухпартийной системы в Испании, а также против политической системы капитализма, банков и коррупции в обществе. Многие призывали к обеспечению основных прав на жилище, работу, культуру, здравоохранение и образование.
По данным испанской общественной телерадиокомпании RTVE, в этих мероприятиях приняли участие от 6,5 до 8 миллионов испанцев.